# Wäinö Aaltonen
Wäinö Valdemar Aaltonen (Karinainen, 1894-Helsinki, 1966) fue un escultor y pintor finlandés. Estudió dibujo y pintura en la Escuela de Pintura de la Asociación Artística de Turku y luego se interesó por la escultura. Gozó de alto prestigio en su país. Utilizó como materiales el bronce, el mármol, el granito y la madera, donde se denota la influencia cubista.

## Obras

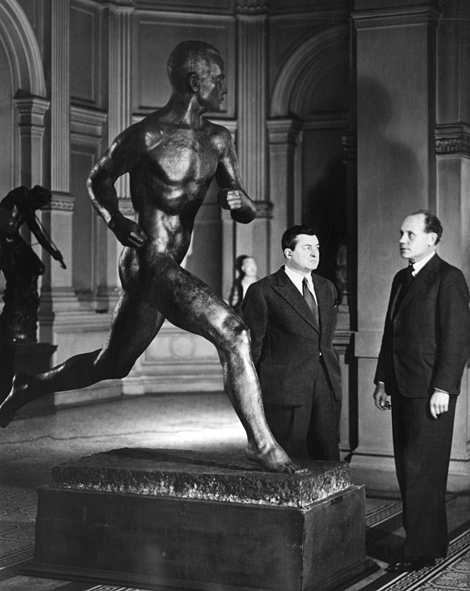
Paavo Nurmi y Wäinö Aaltonen frente a la estatua de Paavo Nurmi a finales de los 1930

- Monumento de la liberación finlandesa (Mikkeli, 1921)
- Retrato de la princesa Luisa de Suecia (1942)
- Retrato de Jean Sibelius.
- La Diosa de la Libertad coronando a la juventud
- Estatua de Paavo Nurmi (campeón olímpico)